# 後白川天皇
もしかして
- 後白河天皇

ではありませんか？